# Armin Tschermak
Armin Tschermak Edler von Seysenegg (ur. 21 września 1870 w Wiedniu, zm. 9 października 1952 w Bad Wiessee) – austriacki fizjolog. Syn mineraloga Gustava Tschermaka, brat genetyka Ericha Tschermaka.
Profesor w Wiedniu od 1906, Pradze od 1913 i Ratyzbonie od 1947.
Zajmował się fizjologią ogólną, fizjologią narządu wzroku, bioeletrycznością, enzymami, genetyką.

## Wybrane prace
- Allgemeine Physiologie. Eine systematische Darstellung der Grundlagen sowie der allgemeinen Ergebnisse und Probleme der Lehre vom tierischen und pflanzlichen Leben. - Berlin: Springer 1924-
- Der exakte Subjektivismus in der neueren Sinnesphysiologie. 2. erw. Aufl. - Wien & Leipzig: Haim 1932 [1931].
- Methodik des optischen Raumsinnes und der Augenbewegungen. - Berlin, Wien: Urban & Schwarzenberg, [1937]
- Einführung in die physiologische Optik. - München: Bergmann, 1942
- Leitfaden der Physiologie. Berlin: Urban & Schwarzenberg, 1949.